# Монтемонако
Монтемонако (італ. Montemonaco) — муніципалітет в Італії, у регіоні Марке,  провінція Асколі-Пічено.
Монтемонако розташоване на відстані близько 135 км на північний схід від Рима, 85 км на південь від Анкони, 21 км на захід від Асколі-Пічено.
Населення — 624 особи (2014).

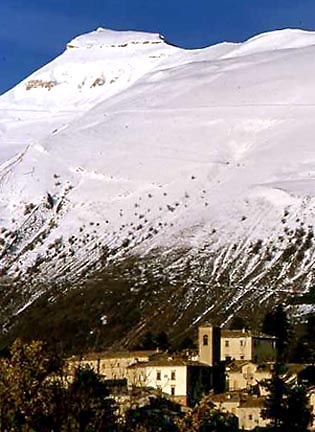

Щорічний фестиваль відбувається 21 березня. Покровитель — San Benedetto.

## Демографія
Населення за роками:

Станом на 1 січня 2023 року в муніципалітеті офіційно проживало 46 іноземців з 10 країн, серед них 36 громадян країн Євросоюзу та 1 громадянин України.

## Сусідні муніципалітети
- Аркуата-дель-Тронто
- Кастельсантанджело-суль-Нера
- Комунанца
- Монтефортіно
- Монтегалло
- Норчія